# Dorotheenstraße 1 (Bad Homburg)

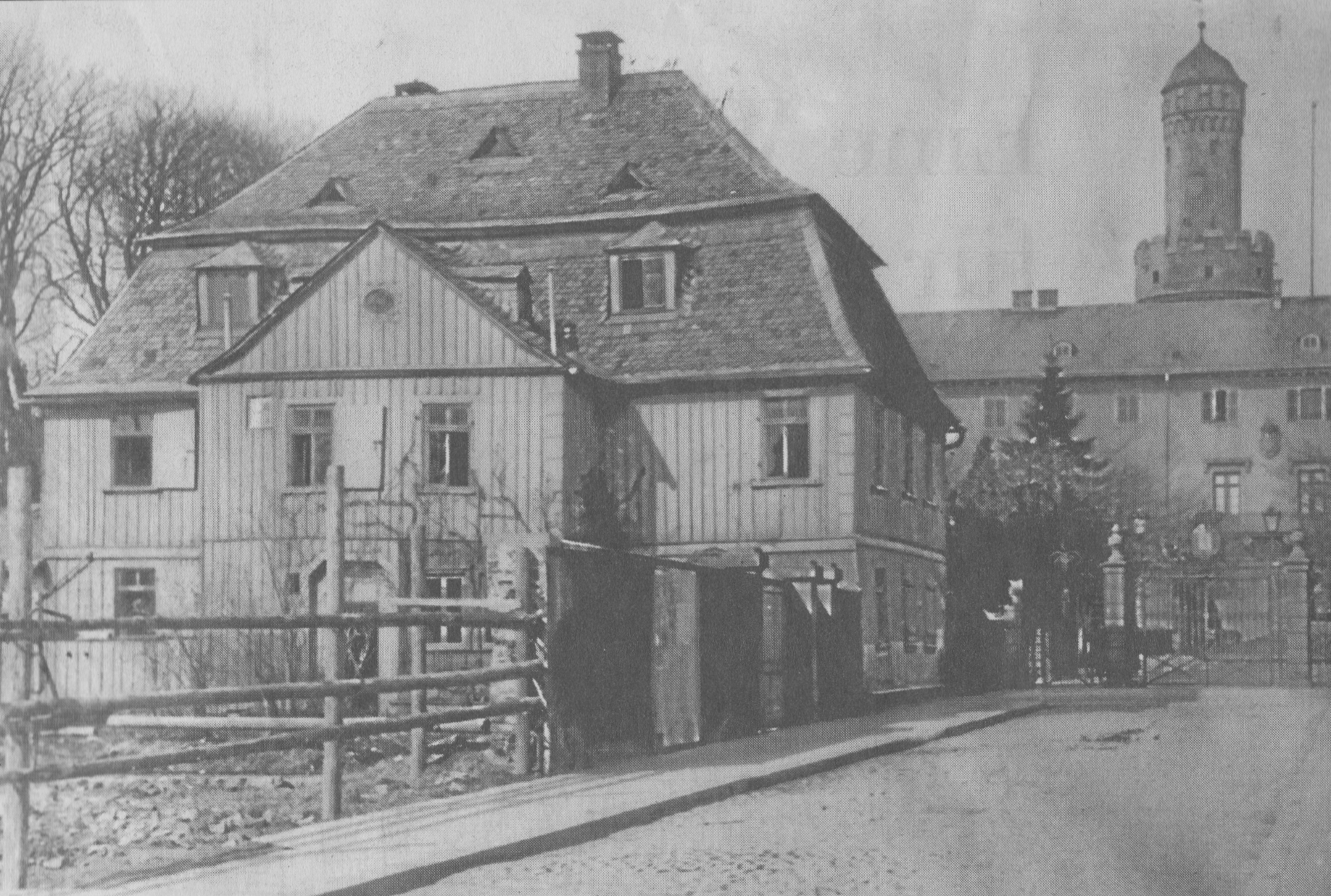
Dorotheenstraße 1

Das Haus Dorotheenstraße 1 in der Dorotheenstraße in Bad Homburg vor der Höhe war unter anderem Landratsamt, bevor es 1902 abgerissen wurde. Heute steht an seiner Stelle die Erlöserkirche, die evangelische Hauptkirche der Kurstadt.
1708 erbaute C. L. Neuhof das Eckhaus (Ecke Löwengasse 17). Genauso wie das gegenüber liegende Sinclair-Haus war das Haus von Anfang an verputzt und hob sich damit von den unverputzten Fachwerkhäusern der neu entstandenen Dorotheenstraße ab. 1712 erwarb Landgräfin Dorothea von Hessen-Homburg (1676–1721) das Anwesen, welches in dieser Zeit auch mit dem Namen Dorotheenburg bezeichnet wurde. 1803 wurde Johann Isaak von Gerning Besitzer des Hauses und nutzte es bis 1807 als Wohnhaus. Johann Isaak von Germing war Geheimrat, Diplomat, Schriftsteller, Sammler und Freund Goethes.
Nach ihm erwarb Wilhelm Gremp von Freudenstein (* 20. Dezember 1819;  † 1. Juni 1906) das Haus und betrieb hier als erster Homburger Postmeister die Poststation der Thurn-und-Taxis-Post.
1867, ein Jahr nach der Annexion Kurhessens und Hessen-Homburgs durch das Königreich Preußen, wurde das Haus Sitz der Kreisverwaltung des neu geschaffenen Obertaunuskreis. Die Kreisverwaltung war damals noch überschaubar; neben Landrat Constantin von Briesen waren noch drei Mitarbeiter im Haus untergebracht. Daher wurde das Haus auch von örtlichen Kataster- und Steueramt, der Landjägerei, der Oberförsterei und der Postverwaltung genutzt. 1883 zog die Kreisverwaltung in das neue Landratsamt (heute Louisen-Center) in der Louisenstraße um.
1902 wurde das Haus abgerissen um Platz für die Erlöserkirche zu machen. Für die Oberförsterei wurde das Forsthaus an der Tannenwaldallee 16 erbaut. Kaiser Wilhelm machte mit einem Zuschuss von 50.000 Mark den Neubau möglich. Das Forsthaus steht unter Denkmalschutz. Die anderen Dienststellen wurden auf andere Häuser verteilt.